# Teddy Holst
Teddy Holst (født 14. maj 1981) er en dansk tidligere professionel fodboldspiller, hvor hans primære position er som angriber. 

## Karriere
Som U-landsholdspiller nåede han at repræsentere Boldklubben Frem i 4 U-16 landskampe (ingen mål) og 9 U-17 landskampe. I oktober 1995 var han prøvetræning i Cambridge United i England. Han scorede 2 mål i hans sidste kamp som repræsentant for Boldklubben Frem, inden han skiftede til Brøndby IF og var repræsenterede klubben i 4 U-17 landskampe (0 mål). Han var i 1999 med til at vinde DM for ynglinge, men i vinteren samme år blev han ikke tilbudt en kontrakt og trænede dermed var hos andre klubber, herunder Farum Boldklub, Herfølge Boldklub og B.93.
1. divisionsklubben B.93 erhvervede herefter Teddy Holst fra Brøndby IF. Han blev dog ikke nogen fast stamspiller i sin tid i klubben. Hans næste klub blev Glostrup FK fra 2. division, som midtbanespilleren forlod i sommeren 2002 for efterfølgende at prøve lykken i Hvidovre IF. 2. divisionsklubben Kalundborg GB hentede dog i løbet af vinterpausen Teddy Holst, der sidste år spillede i Glostrup FK. Der spillede han forårssæsonen 2003, før han forlod klubben til fordel for divisionskollegaerne fra Hellerup Idrætsklub i sommeren 2003. Her fik han et mindre gennembrud.
I juli 2004 skiftede Holst til Fremad Amager. Han debuterede for klubben den 8. august 2004 mod Vejle Boldklub. I december 2005 forlængede han sin kontrakt. Han stoppede i klubben i sommeren 2007.
Han spillede senerehen for FC Lejre.